# Кулешов, Павел Николаевич (животновод)
Па́вел Никола́евич Кулешо́в (15 [27] августа 1854, Малоархангельск, Орловская губерния — 5 октября 1936, Москва) — русский учёный-животновод; профессор, член-корреспондент АН СССР (1928, первый из зоотехников). Считается одним из основоположников русской зоотехнической науки.
П. Н. Кулешов первым в России разработал метод оценки конституции сельскохозяйственных животных, предложил свою оригинальную классификации типов конституции животных. Внёс заметный вклад в развитие теории племенной работы с сельскохозяйственными животными и практических методов улучшения качеств разводимых животных, а также выведения новых пород сельскохозяйственных животных.

## Биография
Родился в Малоархангельске Орловской губернии 15 (27) августа 1854 года, в обедневшей дворянской семье.
Окончил Харьковскую гимназию(2-ю или 3-ю) и Харьковский ветеринарный институт со степенью ветеринарного врача (1875). В январе 1876 года поступил в Петровскую земледельческую и лесную академию, которую окончил в июне 1879 года со степенью кандидата сельского хозяйства. В этом же году был избран доцентом кафедры частной зоотехнии академии и командирован стажироваться за границу; был в Германии, Франции, Швейцарии, Великобритании, США. По возвращении через три года (в 1882) стал читать в Петровской академии курс частной зоотехнии; в 1883 году был избран заведующим кафедрой частного животноводства академии. В 1888 году защитил магистерскую диссертацию «Научные и практические основания подбора племенных животных в овцеводстве» и утверждён в 1889 году экстраординарным профессором академии, где работал до её закрытия в 1894 году.
Долгое время работал в комитетах скотоводства и овцеводства Московского общества сельского хозяйства.
После революций 1917 года преподавал в Тамбовском университете; в 1921—1929 годах был профессором кафедры коневодства Московского высшего зоотехнического института. Заслуженный деятель науки РСФСР.
Умер в Москве 5 октября 1936 года. Похоронен на Дорогомиловском кладбище. В связи с ликвидацией кладбища могила в 1945 году перенесена на 3-й участок Востряковского кладбища.

## Научная деятельность
Основные научные работы посвящены племенному разведению сельскохозяйственных животных, изучению их экстерьера, развитию учения о конституции. Обосновал гомогенный подбор (спаривание однотипных животных) как метод повышения гомозиготности стада и рождаемости с большей гарантией препотентных животных (способных с любыми партнерами давать потомство, похожее на себя); был сторонником использования инбридинга в разведении животных. Отводил большую роль скрещиванию местного скота с улучшающими породами. Вывел новый тип тонкорунных овец — новокавказский меринос. Предложил использовать породу рамбулье для улучшения тонкорунного овцеводства. На этой основе позднее были выведены асканийская тонкорунная (М. Ф. Ивановым), кавказская тонкорунная и ставропольская породы.

«Наш украинский, астраханский и киргизский скот и наши курдючные, валахские, романовские и другие породы на своём месте; их нужно улучшать самих по себе и только в тех случаях заменять метисами культурных пород, когда это выгодно и оправдано улучшающимися хозяйственными условиями…»
Основатель научной зоотехнической школы. В числе его учеников М. И. Придорогин, И. И. Калугин, И. О. Широких, С. В. Давид, Н. В. Петров; а также В. М. Юдин, О. А. Иванова, Г. Р. Литовченко, Б. В. Волкопялов и др.

Мемориальная доска на учебном корпусе МСХА

## Память
В Москве на учебном корпусе Московской сельскохозяйственной академии имени К. А. Тимирязева (Тимирязевская улица, дом № 54), где П. Н. Кулешов учился и работал с 1875 по 1894 год, установлена мемориальная доска.

## Избранная библиография
П. Н. Кулешов — автор 270 научных работ по всем отраслям животноводства, в их числе учебников для сельскохозяйственных вузов: «Коневодство» (СПб., 1888; 9-е изд. — М.—Л., 1933); «Свиноводство» (СПб., 1888; 10-е изд. — М., 1930); «Крупный рогатый скот» (СПб., 1888; 7-е изд. — М.—Л., 1931); «Овцеводство» (СПб., 1888; 6-е изд. — М., 1925).
Он также автор многочисленных руководств по различным отраслям животноводства:
- «К вопросу о фальсификации коровьего масла» («Известия Петровской Акд.», 1878, вып. I.);
- «Отношение удойного веса к живому» («Известия Петровской Акд.», 1879, вып. I);
- Мазаевское овцеводство / [Соч.] П. Кулешова и Н. Петрова. — СПб.: тип. В. Демакова, 1896. — 38 с.;
- Молочное хозяйство: Практ. руководство… / Д-р фон Кленце; Пер. с нем. под ред. П. Н. Кулешова. — СПб.: А. Ф. Девриен, 1887. — 220 с.;
- «Учебник частного животноводства и скотоврачевания — свиноводство», 1888;
- «Die Schadel der rothen kalmuckischen Rinder-Rasse», 1888 (Бюллетень Московского Общества испытателей природы, а потом в Журнале сельского хозяйства и лесоводства);
- «Научные и практические основания подбора племенных животных в овцеводстве» (М., 1890; магистерская диссертация);
- «Настоящее положение нашего тонкорунного овцеводства и меры к его улучшению». — СПб., [1890];
- «Тренировка рысаков» (перевод с англ.) 1892;
- «Тонкорунное овцеводство» (1894);
- «Мазаевская овца» (1896);
- «Скотоводство на севере и юге России 1900 г.» (публичные лекции в Петербурге);
- «Рабочая лошадь» (1912);
- «Породы грубошерстных овец» (1914);
- «Рабочая лошадь» (М., 1923);
- Доклад на тему «Породы домашних животных в исторической последовательности их развития», «Всероссийское совещание по животноводству и коневодству», 7 — 14 апреля 1926 года, Москва;
- «Руководство по определению возраста сельскохозяйственных животных по зубам» — 2 изд. // П. Н. Кулешов и А. С. Красников. — [М.], 1928, переиздано в 1931;
- «Методы племенного разведения домашних животных» (1922—1932);
- «Породы домашних животных в исторической последовательности их развития» (1926);
- «Выбор по экстерьеру лошадей, скота, овец и свиней» — 3 изд. — М., 1937;
- «Теоретические работы по племенному животноводству» — М., 1947;
- Избранные работы. — М., 1949.